# 哺乳动物学
哺乳动物学是动物学的一个分支学科，主要研究哺乳纲动物的分类、形态、解剖、生理、发育、生态分布、进化以及与人类的关系等方面。对发展动物保护、畜牧业以及人畜共患病的预防等提供基础知识。
哺乳动物是对具有乳腺，以乳汁哺育幼儿的动物总称，哺乳动物都是恒温动物，皮肤上生有毛，有比较复杂的神经系统，心脏分为四室。 
哺乳动物学和某些其他动物学的分支在研究领域有交叉现象，如和鲸类学、灵长类动物学等。